# Karola Theill
Karola Theill (* in Köln) ist eine deutsche Pianistin und Liedpianistin.

## Leben
Karola Theill wuchs in einer musikalischen Familie auf. Ihr Vater, Gustav Adolf Theill, war im Nebenberuf Musikwissenschaftler. Sie studierte an der Hochschule für Musik und Theater Hamburg, bei Shoshana Cohen in Jerusalem, an der Hochschule der Künste in Berlin und an der Indiana University, School of Music in Bloomington, USA. Bei Aribert Reimann besuchte sie Liedkurse und wurde mehrere Jahre zur Liedbegleitung im Unterricht von Dietrich Fischer-Dieskau eingeladen.
Karola Theill konzertiert in Deutschland, u. a. bei den Berliner Festwochen, dem Schleswig-Holstein Musik Festival, den Internationalen Maifestspielen Wiesbaden, den Moselfestwochen, den Kasseler Musiktagen sowie im europäischen Ausland (u. a. Musikverein Wien, Opéra de Bastille, Paris), in Israel und den USA. Zu ihren Liedpartnern zählen Dietrich Fischer-Dieskau, Benjamin Bruns,Okka von der Damerau, Angela Denoke, Matthias Goerne, Carola Höhn, Klaus Häger, Thomas Mohr, Nadine Weissmann. Sie war Mitglied im Ensemble liedtrio.
Karola Theill unterrichtet als Honorarprofessorin an der Hochschule für Musik „Hanns Eisler“ Berlin und leitet eine Liedklasse an der Hochschule für Musik und Theater Rostock. Darüber hinaus gibt sie regelmäßig Meisterkurse in Berlin, Hamburg, an der Akademii Muzycznej in Poznań, dem Conservatorio di Musica in Alessandria, der Academy of Music and Dance in Jerusalem und der University of California, USA.
Rundfunkaufnahmen und CD-Produktionen dokumentieren ihre Tätigkeit.